# Лепа Лукић
Лепава Мушовић (Милочај код Краљева, 13. јануар 1940), позната као Лепа Лукић, српска и југословенска је певачица, глумица и телевизијска личност. Њени најпознатији и највећи хитови су: Од извора два путића, Срце је моје виолина, Вараш ме, вараш ме и други.

## Биографија
Рођена је 13. јануара 1940. године у селу Милочају. Родитељи су јој били Радисав и Милосија. Родни лист је добила 16. јануара, што се често погрешно узима као њен датум рођења. Имала је једног брата, Радомира (рођен 1936).
Завршила је средњу пољопривредну школу. Први успех је доживела 1964. када је снимила песму Од извора два путића, коју је компоновао Петар Танасијевић. Њено певање карактерише лакоћа, непогрешива интонација и велики број музичких орнамената.
Снимила је много трајних снимака изворних песама: Босиоче мој зелени, Бере цура плав јоргован, Ој ливадо, росна траво, Хвалила се липа код багрема, Лојзе се реже, Текла река Лепеница, Булбул ми поје, Златиборе, мој зелени боре, На ливади чува Мара стотину оваца, Дјевојка соколу зулум учинила...
Такође, много њених песама су евергрин хитови: Од извора два путића, Ој, месече, звездо сјајна, Што капију ниси, драги, затворио, Чај за двоје, Срце је моје виолина, Зоране, Вараш ме, вараш ме, Певам и тугујем, Извини, али много ми је жао, Шаран ћилим вијугама, Опанчићи на кљунчиће, Лепотан, враголан, Не питај ме, Људи, ко зна лека срцу мом, Оплакана љубав, Не живи се хиљаду година...
Играла је у неколико филмова. По многим критичарима верно је одглумила у филму И Бог створи кафанску певачицу (1972), у режији Јована Живановића.
Клуб њених обожавалаца је основан августа 1970. године у Ечки. Песме које пева говоре о селу, старим српским обичајима, стадима оваца, чобани(ца)ма, духу прошлих времена...
Удала се 1977. за Владимира — Владу Перовића, естрадног менаџера, са којим је живела седам година. У браку са трећим мужем, Миланом Милановићем, била је од 2000. до његове смрти 2019. године.
Песму „Наследница” снимила је са Иваном Ђорђевић која касније није наставила да се бави музиком.
По неким подацима је наводно једном приликом играла покер са принцом Ђорђем Карађорђевићем.
Одликована је златном Медаљом за заслуге (2024). Добитница је Награде Златни микрофон (2024).
Велики хит Лепе Лукић, "Срце је моје виолина" послужио је као инспирацију за кратку причу "Срце је моје од папира" македонске списатељице Оливере Ћорвезироске.

## Сингл плоче
1. У вечери лагане / Где си сада кад би’ знала / На растанку кажи, драги / Изгрејало сунце — дует са Гвозденом Радичевићем (1965)
2. Чим девојко лице мијеш? / Често себе питам / Прошла су три лета / Отишла си више моја ниси — дует са Гвозденом Радичевићем (1965)
3. Девојче, бели зумбуле / Чујем драги већ одавно / Само једну цуру волим / Од кад сретох тебе — дует са Гвозденом Радичевићем (1965)
4. Зашто сруши брачни вео / Од како сам чула драги — дует са Мићом Стојановићем (1965)
5. Од извора два путића / Отићи ћеш једног дана / Леп санак / Шуми, шуми лишће (1964)
6. Опанчићи на кљунчиће / Кад се удам / Што капију ниси затворио / Мајка ме оставила (1966)
7. Шаран ћилим вијугама / Не верујем више теби / Све младиће волим / Што ме питаш како ми је (1965)
8. Дођи ми драгане / Зашто сам тако несрећна / Збогом остај љубави моја / Песма завичају — дует са Миром Васиљевић (1965)
9. Што се срдиш ћери моја / Што ме драги гледаш тако / Врати ми се са ластама / Не стиди се младо момче — дует са Миром Васиљевић (1967)
10. Оплакана љубав (1969)
11. Има један момак што за њиме жудим / Еј, Циганче, удеси те жице / Оп, цуп, на калуп / Свекрву сам јутрос молила (1967)
12. Враголан кад прозор чукне / Певам и кад ме љубав мори / Шта је љубав нисам знала / Ништа теже од самоће (1968)
13. Драги, очи моје дивне / Пољуби ме драги (1970)
14. Не питај ме / Не живи се хиљаду година (1971)
15. Певам и тугујем / Решила сам да се удам / Сад си дошо да ме молиш / Боље је да одем (1971)
16. Удајем се сутра / Ја нећу да плачем / Не скидај бурму / Пијаница — музика из филма И Бог створи кафанску певачицу (1972)
17. Ој месече, звездо сјајна / Не остављај ме саму (1972)
18. Њива мала, ливадче још мање / Песмо моја стара / Шоферска песма / Тешко је души (1973)
19. Сине мој / Са мном запевајте (1974)
20. Свака лажна љубав боли / Млади момци, а ја згодна (1975)
21. Сад са грана пада шљива сама / Мисли Миле да је мени жао (1976)
22. Плакати због тога нећу / Кћери моја милија од злата (1977)
23. Извини, али много ми је жао / Невернице, не грли ме (1978)
24. Тарабица од младог церића / Веренички дани / Свега имам, али среће немам / Како да му кажем да за њега живим (1968)

## ЛП албуми
1. Од извора два путића (1973)
2. Ој месече, звездо сјајна (1974)
3. Мируј, мируј срце моје (1979)
4. Ово су моје златне године (1979)
5. Ал’ сам се заљубила (1981)
6. За нас двоје (1981)
7. Можеш ли ти без мене? (1982)
8. Ти и ја (1983)
9. Да ли ћеш ме волети ко сада? (1984)
10. Чај за двоје (1984)
11. Ватра (1985)
12. Ти си моје боловање (1986)
13. Исповест једне жене (1988)
14. Срце је моје виолина (1989)
15. Купите се друге на седељку (1990)
16. Ватро моја (1990)
17. Радуј се животу (1991)
18. У срце те љубим (1992)
19. Краљица без круне (1993)
20. Да ми није песме... (1995)
21. Нека оде (1997)
22. Морамо се растати (1998)
23. Нећу да падам на колена (2001)
24. Припашћу теби (2002)
25. Један човек и једна жена (2003)
26. Записано у времену (2006) The best of / Трилогија
27. Ако твоје очи пате (2007)
28. Четири кћери (2009)
29. The best of Лепа Лукић (2011)
30. Пролеће лето јесен зима (2013)

## Фестивали
- 1967. Београдски сабор — Обећ'о ми драги
- 1968. Јесен ’68 — Свекрву сам јутрос молила
- 1968. Београдски сабор — Где је срећа
- 1969. Песма '69 (у склопу фестивала Београдско пролеће) - Сваке ноћи
- 1969. Илиџа — Оплакана љубав, прва награда публике
- 1970. Београдски сабор — Пољуби ме, драги, победничка песма
- 1971. Београдски сабор — Не питај ме, победничка песма
- 1971. Песма лета — Људи, ко зна лека срцу мом
- 1972. Београдски сабор — Ој месече, звездо сјајна, победничка песма
- 1974. Београдски сабор — Сине, сине мој, победничка песма
- 1975. Београдски сабор — Кад' би знала да ме сањаш, победничка песма
- 1975. Југословенски фестивал Париз — Срећан ти пут, прва награда стручног жирија за интерпретацију (поделила са Недељком Билкићем)
- 1976. Београдски сабор — Сад' са грана пада шљива сама
- 1977. Хит лета — Плакати због тога нећу
- 1977. Београдски сабор — Зашто кћери крај прозора стојиш
- 1978. Хит парада — Извини, ал’ много ми је жао, друго место
- 1978. Парада хитова - Ово су златне године
- 1979. Хит парада — За тебе више нисам ту
- 1981. Хит парада — Откуд' ти у ово доба / Никада се нећемо волети
- 1982. Илиџа — Успомене, успомене, награда за интерпретацију
- 1982. Хит парада — Ал’ сам се заљубила
- 1983. Хит парада — Нико као ја
- 1984. Хит парада - Да ли ћеш ме волети к'о сада
- 1986. Вогошћа — Док Морава хладна тече
- 1987. Млава пева јулу, Велико Лаоле - Кад' би знао да те волим
- 1987. Хит парада — Ти си моје боловање
- 1988. Хит парада - Нема га, нема
- 1989. Хит парада - Срце је моје виолина
- 1992. Хит парада — Ја нисам анђео
- 1998. Моравски бисери — Ој девојко, од Мораве
- 2006. Гранд фестивал — Ако твоје очи пате
- 2017. Илиџа — Оплакана љубав / Срце је моје виолина, (Вече великана народне музике)
- 2019. Сабор народне музике Србије, Београд - Награда националног естрадно - музичког уметника Србије
- 2020. Илиџа — Од извора два путића (Вече великана народне музике)

## Филмографија
1. И Бог створи кафанску певачицу (1972)
2. Паја и Јаре (1973)
3. Курсаџије (2009)

### Видеографија
| Спот                  | Година | Режисер         |
| --------------------- | ------ | --------------- |
| Опанчићи на кљунчиће  | 1971   | -               |
| Од извора два путића  | 1972   | -               |
| Чај за двоје          | 1985   | -               |
| Исповест једне жене   | 1988   | -               |
| Оплакујем своју љубав | 1988   | -               |
| Судбино сузо судбино  | 1988   | -               |
| Наследница            | 1995   | -               |
| Лутаћу још дуго       | 1995   | -               |
| Песма наша умрет'неће | 1997   | -               |
| Деца ноћи             | 2010   | Дејан Милићевић |
| Балада о мајци        | 2013   | -               |

### Телевизија
1. Камионџије (1972)
2. Концерт за комшије (1972)
3. И Бог створи кафанску певачицу (1972)
4. Наше приредбе (1973)
5. Курсаџије (2009)